# 牯岭山梅花
牯岭山梅花（学名：Philadelphus sericanthus var. kulingensis）为虎耳草科山梅花属下的一个变种。

## 扩展阅读
- 維基物種上的相關：牯岭山梅花